# Pusa (film)
Pusa (v originále La Bûche) je francouzský hraný film z roku 1999, který režírovala Danièle Thompsoná podle vlastního scénáře. Snímek měl světovou premiéru dne 24. listopadu 1999.

## Děj
Po nedávné smrti svého druhého manžela je Yvette pozvána na Štědrý večer svými třemi dcerami z prvního manželství, které měla se Stanislasem Romanem, bývalým ruským houslistou. Během vánočních svátků tři dívky zjistí, že mají nevlastního bratra.

## Obsazení
| Sabine Azéma            | Louba            |
| Emmanuelle Béart        | Sonia            |
| Charlotte Gainsbourgová | Milla            |
| Claude Rich             | Stanislas Roman  |
| Françoise Fabian        | Yvette           |
| Jean-Pierre Darroussin  | Gilbert          |
| Isabelle Carré          | Annabelle        |
| Samuel Labarthe         | Pierre           |
| Françoise Brion         | Janine           |
| Christopher Thompson    | Joseph           |
| Hélène Fillières        | Véronique        |
| Marie de Villepin       | Marie            |
| Thierry Hancisse        | květinář         |
| Didier Becchetti        | poslíček         |
| Bertrand Cervera        | Vlado, houslista |
| Katherine Erhardy       | Françoise        |
| Céline Caussimon        | žena na náměstí  |

## Ocenění
- César: nejlepší herečka ve vedlejší roli (Charlotte Gainsbourgová); nominace v kategoriích nejlepší filmový debut (Danièle Thompsonová), nejlepší herec ve vedlejší roli (Claude Rich), nejlepší původní scénář nebo adaptaci (Danièle Thompsonová a Christopher Thompson)
- Cena Lumières: nejlepší scénář (Danièle Thompsonová a Christopher Thompson)